# Lips Are Movin
Lips Are Movin è un singolo della cantautrice statunitense Meghan Trainor, pubblicato il 21 ottobre 2014 come secondo estratto dal primo album in studio Title.

## Composizione
La canzone è una mescolanza di bubblegum pop e doo-wop. Ne consegue una leggera influenza degli stili rétro con un accentuamento delle percussioni e dei bassi, e non c'è da sorprendersi se il singolo è stato più volte paragonato musicalmente a Candyman di Christina Aguilera; il testo ha come tema fondamentale il tradimento di un uomo verso la sua ragazza, ma di come lei riesca a scoprirlo e ad accorgersene per via di alcuni dettagli.
Venne pubblicata ufficialmente per la prima volta su Shazam, mentre l'audio ad alta qualità è stato reso disponibile il 15 ottobre 2014 su MTV Music e le radio internazionali hanno iniziato a trasmetterla prima negli Stati Uniti il 21 ottobre, mentre sotto forma di download digitali nella maggior parte dei Paesi europei (come ad esempio Germania, Svizzera, Austria e Italia).

## Video musicale
La pubblicazione del singolo è stata accompagnata da un videoclip reso disponibile in anteprima su YouTube, registrando subito un immediato successo ed è riuscito a ottenere la certificazione VEVO il 19 novembre 2014. Il video, girato a Los Angeles sotto la supervisione di Philip Andelmand segue una semplice premessa: Trainor inizia cantando in un microfono rosso di fronte ad un muro blu pastello, talvolta affiancato da alcuni ballerini o schermi televisivi; in tutta la durata del video sono visibili delle coppie di grosse labbra rosse e disegni dello stesso tipo dipinti sul muro.

## Classifiche

### Classifiche settimanali
| Classifica (2014-15) | Posizione massima |
| -------------------- | ----------------- |
| Australia            | 3                 |
| Austria              | 6                 |
| Belgio (Fiandre)     | 33                |
| Belgio (Vallonia)    | 3                 |
| Canada               | 7                 |
| Danimarca            | 23                |
| Francia              | 154               |
| Germania             | 10                |
| Irlanda              | 5                 |
| Norvegia             | 22                |
| Nuova Zelanda        | 5                 |
| Paesi Bassi          | 14                |
| Polonia              | 3                 |
| Regno Unito          | 2                 |
| Repubblica Ceca      | 7                 |
| Slovenia             | 5                 |
| Spagna               | 5                 |
| Stati Uniti          | 4                 |
| Svezia               | 28                |
| Svizzera             | 18                |

### Classifiche di fine anno
| Classifica (2014) | Posizione |
| ----------------- | --------- |
| Australia         | 64        |